# Incident de la prison de Bassorah
 (mars 2022).
Les informations dans cet article sont mal organisées, redondantes, ou il existe des sections bien trop longues. Structurez-le ou soumettez des propositions en page de discussion.
Avec le temps, il arrive que le contenu présent dans un article devienne désordonné. Il est souvent nécessaire de réorganiser l'article de fond en comble.
- Il faut tout d’abord répartir le contenu de l'article en plusieurs sections. Les informations doivent ensuite être exposées clairement et le plus synthétiquement possible, regroupées par sujet afin d'éviter les doublons. Quelqu'un cherchant une information précise doit pouvoir la trouver rapidement en lisant la section appropriée.
- À l'intérieur de chaque section, le texte, souvent initialement sous la forme de phrases éparses, doit être regroupé dans des paragraphes de quelques lignes, en assurant un enchaînement logique et une cohérence entre les phrases.
- Lorsque l'article ou l'une de ses sections développe trop longuement un point qui n'est pas dans le cœur du sujet traité, il convient de faire une synthèse et de transférer l'ancien contenu dans des articles plus appropriés (en cas de transfert, il faut impérativement respecter la procédure Aide:Scission).

Si vous pensez que ces points ont été résolus, vous pouvez retirer ce bandeau et améliorer le plan d'un autre article.
L'incident de la prison de Bassorah est un événement impliquant des troupes britanniques et ayant lieu dans la prison de Bassorah située dans la localité de Bassorah, en Irak. 

## Déroulement des événements

### Éléments déclencheurs
Le 19 septembre 2005, deux soldats infiltrés du 22e SAS britannique déguisés en vêtements civils et coiffures arabes ont ouvert le feu sur des policiers irakiens après avoir été arrêtés à un barrage routier. La police irakienne a trouvé des explosifs dans le véhicule des soldats britanniques. Deux officiers irakiens ont été touchés, dont au moins un est décédé. Les deux Britanniques ont été arrêtés et emmenés au poste de police d'Al Jameat. 
Les deux opérateurs du SAS faisaient partie de l'opération Hathor dont l'objectif était de garder sous surveillance un officier de police irakien (qui dirigeait une unité criminelle ayant des liens présumés avec la corruption et la brutalité dans la ville). La tension était déjà forte entre la police irakienne et les forces britanniques, et lorsque le policier irakien a tenté de tirer les opérateurs de leur véhicule au barrage routier, ils ont ouvert le feu, tuant deux des policiers. Les hommes du SAS sont partis, poursuivis par la police irakienne. Sentant qu'ils ne pouvaient pas les distancer, ils ont décidé de s'arrêter et d'en parler. La police irakienne les a frappé et arrêtés. 

### Réaction britannique
En réponse, vingt membres de l'escadron A du 22e SAS et un peloton de parachutistes du Groupe de soutien des forces spéciales se sont portés à leur secours de Bagdad à Bassorah. D'autres opérateurs de SAS ont retrouvé leurs deux collègues au poste de police d'Al Jameat, puis se sont repliés pour informer la QRF (Quick Reaction Force) de Hathor à Bassorah, tandis qu'un drone prédateur alimentait le quartier général britannique sur la prison. 
Les membres du 1er bataillon du Staffordshire Regiment ont été le fer de lance de l'opération. Prenant la tête de l'opération pour sauver les 2 soldats SAS, après d'importants tirs d'armes légères et de RPG contre les hommes du bataillon, ils ont donné l'assaut à la prison pour extraire les 2 SAS. 
Des chars et des fantassins britanniques encerclèrent la prison où étaient détenus les hommes (dont les photographies ont été largement diffusées mais dont les noms n'ont pas été rendus publics). Une foule s'est rassemblée et a commencé à lancer des pierres et des bombes à essence sur les véhicules, mettant le feu à au moins un. Trois soldats britanniques furent blessés et, selon certains rapports, deux manifestants ont été tués,. 
De nouvelles informations suggérèrent que les deux prisonniers avaient été transférés dans une maison non loin de la prison et les Britanniques craignirent qu'ils ne soient exécutés par le Hezbollah irakien. Pour cette raison, le plan de sauvetage fut modifié de sorte que quelques membres de l'escadron A attaquèrent la prison avec du personnel et des véhicules de l'armée régulière tandis que la principale force terrestre SAS attaquait la maison. Après la tombée de la nuit, vers 21 heures, l'armée britannique a pris d'assaut la prison et la maison où les hommes du SAS étaient détenus. L'assaut du SAS contre la maison n'a rencontré aucune résistance. Ils ont trouvé les deux prisonniers dans une pièce fermée à clé. 
Selon le gouverneur de la province de Bassorah, Mohammed al-Waili, les Britanniques avaient utilisé "plus de dix chars soutenus par des hélicoptères" pour mener le raid. L'assaut contre la prison a été mené par des chars Warrior IFV et Challenger qui ont brisé les murs et détruit des voitures et des bâtiments fragiles. L'assaut britannique a permis à 150 prisonniers de fuir la prison,. 
Le ministère de la Défense britannique a d'abord nié avoir pris d'assaut la prison. Dans des déclarations ultérieures, il a déclaré que les soldats auraient probablement été tués et que les forces de police avaient été infiltrées par des milices illégales. 
Muhammad al-Waili[Qui ?] dénonça l'événement comme "barbare, sauvage et irresponsable". 
Le 25 décembre 2006, les troupes britanniques du 1er bataillon du Staffordshire Regiment ont de nouveau attaqué la station Al Jameat, tuant sept hommes armés et libérant 127 prisonniers détenus par des milices chiites. Ils ont ensuite fait exploser le bâtiment. Un porte-parole de l'armée britannique a déclaré que les 127 prisonniers libérés avaient été torturés et qu'ils craignaient d'être sur le point d'être exécutés.

## Sources
- (en) Cet article est partiellement ou en totalité issu de l’article de Wikipédia en anglais intitulé « Basra prison incident » (voir la liste des auteurs).

## Voir également
- Siège de bases britanniques à Bassora